# المجلس الأعلى للشباب والرياضة (البحرين)
المجلس الأعلى للشباب والرياضة في مملكة البحرين ، تأسس المجلس في 25 مارس 1975 ، يعتبر المجلس الجهة الحكومة العليا المشرفة على قطاع الشباب والرياضة حيث يتولى المجلس رسم السياسة العامة لبرامج الشباب والرياضة ، الرئيس الحالي للمجلس هو الشيخ ناصر بن حمد آل خليفة منذ 6 سبتمبر 2010.  

## رئاسة المجلس
وفقاً للمادة الثالثة من المرسوم بقانون رقم 33 لسنة 2010 يشكل المجلس من رئيس ونائبين للرئيس و8 أعضاء على الأقل يعينون بأمر ملكي مدتهم 4 سنوات قابلة للتجديد لمدد أخرى 

### رؤساء المجلس الأعلى للشباب والرياضة
|   | الاسم                        | الصورة | فترة تولي المنصب | فترة تولي المنصب |
| - | ---------------------------- | ------ | ---------------- | ---------------- |
| 1 | الملك حمد بن عيسى آل خليفة   |        | 25 مارس 1975     | 6 مارس 1999      |
| 2 | الأمير سلمان بن حمد آل خليفة |        | 1 يونيو 1999     | 6 سبتمبر 2010    |
| 3 | الشيخ ناصر بن حمد آل خليفة   |        | 6 سبتمبر 2010    | حتى الأن         |

### نواب رئيس المجلس الأعلى للشباب والرياضة
| الاسم                                | المنصب                                            | فترة تولي المنصب | فترة تولي المنصب |
| ------------------------------------ | ------------------------------------------------- | ---------------- | ---------------- |
| الشيخ خالد بن حمد آل خليفة           | النائب الأول لرئيس المجلس الأعلى للشباب والرياضة  | 6 سبتمبر 2010    | حتى الآن         |
| الشيخ ناصر بن حمد آل خليفة           | النائب الأول لرئيس المجلس الأعلى للشباب والرياضة  | 24 يناير 2010    | 6 سبتمبر 2010    |
| الشيخ دعيج بن سلمان بن أحمد آل خليفة | النائب الثاني لرئيس المجلس الأعلى للشباب والرياضة | 11 يونيو 2023    | حتى الآن         |
| الشيخ عيسى بن راشد آل خليفة          | النائب الثاني لرئيس المجلس الأعلى للشباب والرياضة | 6 سبتمبر 2010    | 12 مارس 2020     |
| الشيخ دعيج بن سلمان بن أحمد آل خليفة | نائب رئيس المجلس الأعلى للشباب والرياضة           | 29 يونيو 2020    | 11 يونيو 2023    |
| الشيخ عيسى بن راشد آل خليفة          | نائب رئيس المجلس الأعلى للشباب والرياضة           | 14 سبتمبر 1999   | 6 سبتمبر 2010    |

## أعضاء المجلس

### التشكيل الحالي للمجلس الأعلى للشباب والرياضة منذ 11 يونيو 2023 حتى الأن
- الشيخ ناصر بن حمد آل خليفة - رئيس المجلس الأعلى للشباب والرياضة
- الشيخ خالد بن حمد آل خليفة - النائب الأول لرئيس المجلس الأعلى للشباب والرياضة
- الشيخ دعيج بن سلمان آل خليفة - النائب الثاني رئيس المجلس الأعلى للشباب والرياضة
- الشيخ فيصل بن راشد بن عيسى آل خليفة
- أمين عام المجلس الأعلى للشباب والرياضة
- وزير المالية وللأقتصاد الوطني
- وزير العمل
- أمين عام المجلس الأعلى للشباب والرياضة
- وزير الصحة
- وزير الأعلام
- وزيرة شؤون الشباب
- رئيس هيئة البحرين للثقاثة والأثار
- الرئيس التنفيذي لمجلس التنمية الأقتصادية
- الرئيس التنفيذي لصندوق العمل (تمكين)
- الدكتورة مريم حسن السيد مصطفى
- الشيخ تركي بن دعيج آل خليفة
- عبدالحكيم يعقوب الخياط
- هشام أحمد الريس
- محمد عبدعلي العالي
- فجر صالح الباجة
- تلا عبدالرحمان فخرو